# Bảo tàng Chứng thư Vũ trang

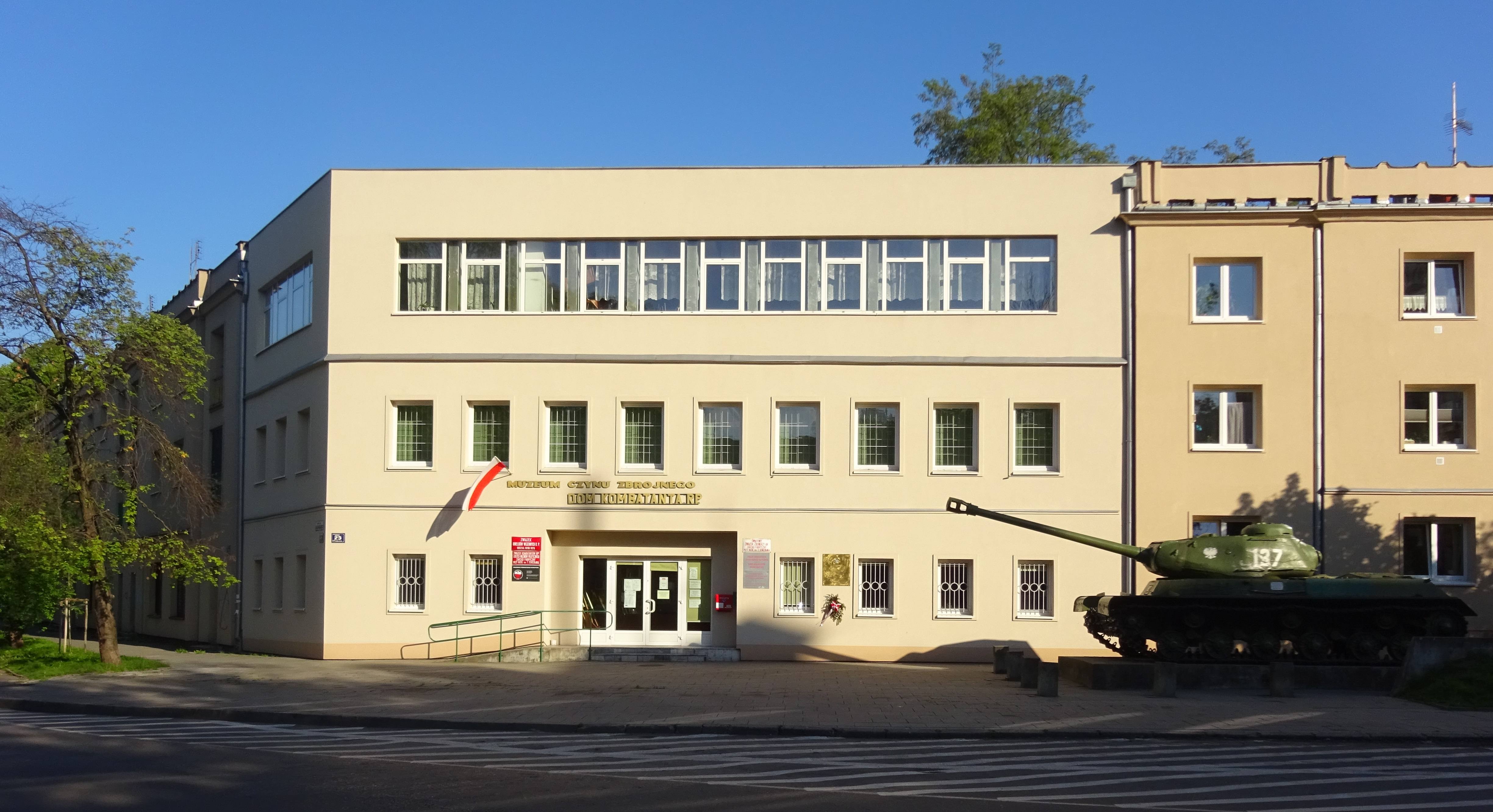
Bảo tàng Chứng thư Vũ trang

Bảo tàng Chứng thư Vũ trang (tiếng Ba Lan: Muzeum Czynu Zbrojnego) là một bảo tàng tọa lạc tại số 23 Górali, quận Nowa Huta ở Kraków, Ba Lan. Bảo tàng Chứng thư Vũ trang được điều hành bởi Tổ chức Małopolska Dom Kombatanta.

## Lược sử hình thành
Triển lãm đầu tiên của Bảo tàng Chứng thư Vũ trang diễn ra vào năm 1963. Bảo tàng được thành lập theo sáng kiến của Antoni Dałkowski, chủ tịch của Nhà máy thép Vladimir Lenin.
Năm 1979, Bảo tàng Chứng thư Vũ trang được hoàn tất cải tạo với việc gia cố móng và xây dựng thêm tầng hai.

## Triển lãm
Tính đến năm 1970, Bảo tàng Chứng thư Vũ trang trưng bày khoảng 3000 hiện vật và kỷ vật. Ban đầu, các vật triển lãm tại Bảo tàng đến từ các bộ sưu tập tư nhân của các nhân viên từng làm việc tại Nhà máy thép Vladimir Lenin. Trong nhiều năm về sau, bộ sưu tập của Bảo tàng Chứng thư Vũ trang được mở rộng nhờ đóng góp của những cựu chiến binh từng chiến đấu trong Quân đoàn Ba Lan trong Chiến tranh thế giới thứ nhất, trong Cuộc nổi dậy Đại Ba Lan (1918–1919), Cuộc nổi dậy Silesia, trong Chiến tranh Bolshevik và Chiến tranh thế giới thứ hai.
Đặt phía trước Bảo tàng Chứng thư Vũ trang từ năm 1969 là xe tăng hạng nặng IS-2, một trong những biểu tượng của quận Nowa Huta. Xe tăng này từng có lộ trình chiến đấu đi qua Praha, Zgorzelec và Berlin.